# Suontee
Suontee är en sjö i Finland. Den ligger i kommunerna Joutsa, Hirvensalmi och Pertunmaa i landskapen Mellersta Finland och Södra Savolax, i den södra delen av landet, 180 km nordost om huvudstaden Helsingfors. Suontee ligger 94,1 meter över havet. Den är 43,65 meter djup. Arean är 142,55 kvadratkilometer och strandlinjen är 627,254 kilometer lång.

## Bilder

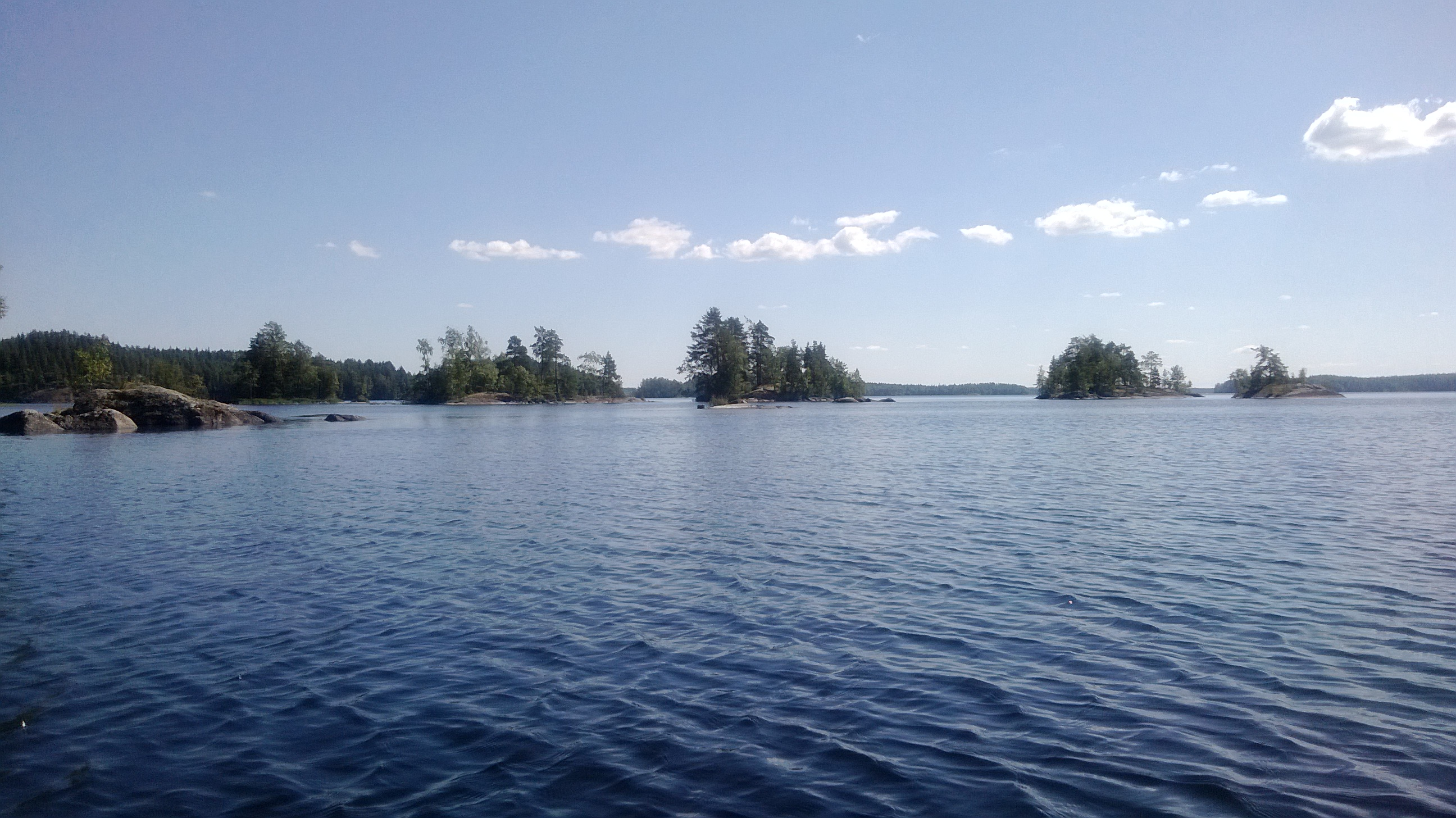
Några av de små öar som finns i sjön.